# チザルピーナ共和国

チザルピーナ共和国
Repubblica Cisalpina (イタリア語)

1799年のチザルピーナ共和国（緑）

チザルピーナ共和国（チザルピーナきょうわこく、イタリア語: Repubblica Cisalpina）は、1797年から1802年までイタリア北部に存在したフランスの衛星国である。1802年にイタリア共和国と改称し、1805年にイタリア王国へ移行した。国名は古代ローマ時代の北部イタリアの呼称、ガリア・キサルピナ（アルプスのこちら側のガリア）に由来する。

## 沿革
1796年、ナポレオン・ボナパルトはイタリア遠征によって占領した北イタリアにチスパダーナ共和国とトランスパダーナ共和国を建国した。両共和国は1797年6月29日に統合され、チザルピーナ共和国へ移行した。1797年10月17日には、共和国はカンポ・フォルミオ条約（カンポ・フォルミオの和約）によってオーストリア（ハプスブルク家）に承認された。
共和国の首都はミラノである。建国時には4万2500平方キロメートルの国土と324万の人口があり、行政区画として20の県が置かれていた。1799年にはオーストリア軍によって全土が占領されるが、1800年のマレンゴの戦いの後に再建された。

### その後
1802年1月26日、チザルピーナ共和国はナポレオンを大統領とし、イタリア共和国と改称した。1805年、フランス第一帝政の成立に伴い、ナポレオンを国王とするイタリア王国へ移行する。1814年、ナポレオンの退位とともに、この国家は消滅した（詳細は各項目参照）。